# 蔡名照
蔡明照（1955年6月—），祖籍山东日照，出生于江苏连云港市；南京师范大学中文系毕业，高级记者。1970年12月参加工作，1974年3月加入中国共产党。 曾任新华社副社长，中共中央宣传部副部长。最高担任中共中央对外宣传办公室、国务院新闻办公室主任，新华社社长、党组书记。中共十六大至十九大代表，十八大新闻发言人，中共第十八、十九届中央委员。

## 简历
蔡名照15岁时应征入伍，加入中国人民解放军服役；曾在部队担任宣传干事。1976年复员后，被分配到连云港市新海发电厂工作，任党委秘书。1978年3月，调入新华社江苏分社，成为新闻记者。1980年至1983年，蔡名照在南京师范大学中文系学习。1985年4月，擢升为新华社江苏分社副社长、党组副书记；1992年5月，调升新华社山东分社社长；1993年4月，出任新华社秘书长、党组成员；1998年3月，升任新华社副社长、党组成员兼新华社常务副总编辑。
2001年4月，蔡名照出任中共中央外宣办、国务院新闻办公室副主任，兼中国外文出版发行事业局局长（至2009年7月）；2009年10月，升任中宣部副部长；2012年11月，接替吴恒权，出任《人民日报》总编辑。
2013年5月，任中共中央宣传部副部长、中央对外宣传办公室主任、国务院新闻办公室主任。2014年12月改任新华社社长、党组书记，2020年10月卸任。11月，任全国政协教科卫体委员会副主任。

## 观点
2007年1月29日，蔡名照在“大兴网络文明之风”经验交流会上称，尽管“大兴网络文明之风”活动取得可喜成绩，但网络文明建设任重道远，与党中央的要求和人民群众的期望相比，还存在不小的差距。6月6日，蔡名照接受记者采访时称，“已经做好了长期战斗的准备打击网络淫秽”，“我们还通过宣传典型案例，震慑违法分子，形成了强大的舆论声势。”。7月，蔡名照接受专访称“网络文化建设是一个系统工程”。
2008年1月，在中国互联网协会互联网新闻信息服务工作委员的网络媒体座谈会上，蔡名照要求网络媒体严格防范和杜绝虚假新闻。
2009年12月9日，蔡名照参加于美国旧金山举行的第三届中美互联网论坛，作了题为“保障网络信息的安全流动”的主题演讲，他表示“世界各国国情千差万别，全球的网络安全，不可能用一个标准来衡量，用一个法律来规范，用一个模式来治理。”“如果网络信息安全得不到保障，所谓的信息自由流动就是无序的流动；如果网上流动的信息不是合法的、有益的，而任凭垃圾信息的泛滥，就会对现实社会造成严重危害。”
2010年11月3日，广东省委书记汪洋在广州会见蔡名照。蔡名照说，“中宣部按照中央统一部署对亚运宣传报道做了精心谋划、全面部署。中宣部将认真组织新闻媒体做好重要活动、重要赛事的转播工作，加强对境内外媒体信息服务，引导新闻媒体唱响主旋律、打好主动仗、全力以赴搞好宣传报道，为办一届成功、精彩的亚运会发挥舆论宣传的特殊作用。”
2011年1月，长平被南方报业传媒集团解聘，有媒体称施压下令者正是蔡名照。